# Nipkow-Scheibe

Schema der Nipkowscheibe

Die Nipkow-Scheibe ist die Grundlage des von Paul Nipkow (1860–1940) erfundenen und so bezeichneten „Elektrischen Teleskops“, einer frühen Form des Fernsehens. Das Patent mit der Nummer 30105 wurde am 15. Januar 1885 vom kaiserlichen Patentamt publiziert und rückwirkend auf den 6. Januar 1884 datiert. Die von Paul Nipkow vorgeschlagene Spirallochscheibe hatte 24 Löcher, die ein Bild mit 24 Zeilen schreiben sollte. Mit ihrer Hilfe konnte es Bilder in Hell-Dunkel-Signale zerlegen und wieder zusammensetzen. Die rotierende Scheibe wandert dazu zeilenweise am Bild (bei der Zerlegung) bzw. der Projektionsfläche (bei der Zusammensetzung) vorbei.

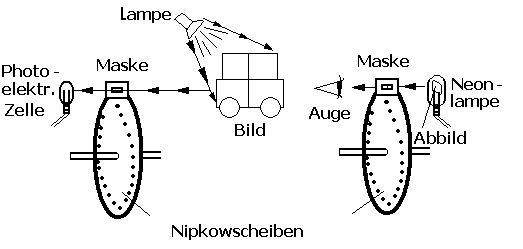
Schema des elektrischen Teleskops: eine Szene wird durch eine Maske von einer rotierenden Nipkowscheibe zeilenweise abgetastet und in ein elektrisches Signal verwandelt. Dieses Signal, mit einer Lampe hinter der Maske einer zweiten synchron rotierenden Nipkowscheibe verbunden, erzeugt wieder das Bild.

## Technik

### Funktionsweise
Die Löcher der Nipkow-Scheibe sind entlang konzentrischer Kreise angebracht. Die einzelnen Löcher tasten somit von außen nach innen jeweils eine Lochbreite ab. Damit immer nur ein Loch innerhalb des interessanten Ausschnittes ist, darf sich in einem Kreissegment jeweils nur ein Loch befinden. Mit anderen Worten, die Scheibe ist in so viele Kreissegmente eingeteilt, wie sie Zeilen abtasten muss. Durch diese Vorgehensweise wird das Bild sequenziell abgetastet. Mit einer Nipkow-Scheibe erzeugte Bilder erkennt man infolgedessen (etwa auf alten Fotos) an den leicht bogenförmigen Zeilen. Die geometrische Lösung der Herausforderung, nur einen Punkt mit gleichbleibendem Abstand Δr vom Mittelpunkt zu erhalten, wird mit einer Archimedischen Spirale erreicht. Damit wird die Homogenität der Abbildung, also die Gleichverteilung der abgetasteten Punkte pro Fläche, erzielt.
Dadurch, dass zu einem Zeitpunkt immer nur in einer Bildzeile abgetastet wird, ergibt sich bei der Abbildung von bewegten Objekten ein Rolling-Shutter-Effekt.

### Verwendung bei hohen Auflösungen
1928 gelang es John Logie Baird in England das erste Mal, mit der Nipkowscheibe und RGB-Farbfiltern ein 30-zeiliges Farbbild zu übertragen.
Mit zunehmender Zeilenzahl erwies sich die Nipkow-Scheibe als immer weniger brauchbar, wie die folgende Überlegung zeigt:
Die mechanischen Schwierigkeiten waren zudem noch die geringeren. Das eigentliche Problem lag in der extrem geringen Lichtausbeute. Es ließ sich errechnen, dass selbst bei Studioaufnahmen mit einer Beleuchtung von 70.000 Lux nur eine Leuchtdichte erwartet werden durfte, die um vier Größenordnungen unter jener beim chemischen Film lag. 70.000 Lux, der im Freien maximal vorkommende Wert, war dabei für eine dauerhafte Studiobeleuchtung bei weitem nicht mehr praktikabel.
So erreichte die mechanische Abtastung schon im Jahre 1939 mit 441 Zeilen ihre technische Grenze, und dies mit einem bereits sehr großen Aufwand. Die höheren Zeilenzahlen in den 1940er Jahren konnten nur noch durch eine rein elektronische Abtastung erreicht werden.
Die niedrige Auflösung hatte jedoch den Vorteil, dass sie auch nur eine niedrige Bandbreite benötigte; Fernsehbilder konnten sogar über Mittel- oder Kurzwelle ausgestrahlt werden. Im Amateurfunk konnte daher mechanisches Fernsehen, überwiegend aufgrund der Einfachheit realisiert mit Nipkow-Scheiben, in der Form von Narrow Bandwidth Television als Nischenanwendung überleben.

## Verbesserte Nipkow-Scheiben

### Bei der Fernsehaufnahme
Schon sehr früh versuchte man, die technischen Grenzen der Nipkowscheibe zu umgehen. John Logie Baird baute schon 1927 eine Nipkowscheibe, bei der die Löcher gegen deutlich größere Linsen getauscht wurden, um so eine größere Lichtausbeute zu erzielen. Da diese Bauform besonders beim Empfänger das Gerät stark verteuert, außerdem die Neonlampen besser und stärker wurden, war diese Bauform nur selten anzutreffen.
Versuche, statt einer Scheibe ein Endlosband zu verwenden, wurden aufgrund der hohen mechanischen Beanspruchung des Bandes schnell verworfen.
Für höher auflösendes Fernsehen (180 Zeilen und auch mehr) wurden auf der Nipkowscheibe mehrere Lochreihen angebracht, gleichzeitig rotierte eine Blende mit der Nipkowscheibe, so dass immer nur ein Loch gleichzeitig frei war. Auf diese Weise konnte die Scheibe wesentlich kleiner gebaut werden. Da entsprechend die Umdrehungszahl gesteigert werden musste, befand sich die Nipkowscheibe in einem Vakuumbehälter.

### Bei der Filmabtastung
Ab 1938 wurden speziell zur Filmabtastung sogenannte Lochkränze oder auch Linsenkränze eingesetzt. Dies sind von der Funktionsweise auch Nipkow-Scheiben, aber mit dem Unterschied, dass der Abtaster trommelförmig war und die Löcher in die Seite eingestanzt wurden. Hierdurch entfällt die typische Krümmung der mit einer Nipkowscheibe erzeugten Bildzeilen. Gleichzeitig kam man mit sehr wenigen Löchern aus, die zudem nur auf einer Ebene angebracht waren. Der Kinofilm wurde nicht ruckartig wie in einem Kinoprojektor, sondern flüssig vor dem Lochkranz bewegt, so dass auf diese Weise das Bild zeilenweise abgetastet wurde. Auf diese Weise konnten sogar noch Filme in der damaligen Norm mit 441 Zeilen abgetastet werden.

## Verbreitung

### Für geringe Auflösung
Zwischen 1928 und 1935 gab es insbesondere in den USA und Großbritannien fertige Geräte und sogar Bausätze zu kaufen. Der populäre „Televisor“ mit einer Auflösung von 30 Zeilen von Baird kostete 1932 in Großbritannien beispielsweise 27 Pfund, in Deutschland wurde um 1930 ein Bausatz für rund 30 Reichsmark vertrieben. Bei mehr als 60 Zeilen waren damals jedoch die technischen Grenzen erreicht, wo Empfänger unverhältnismäßig teuer wurden. Die Bildqualität bei nur 30 Zeilen reicht jedoch nur für die Übertragung von Porträts, außerdem flimmerten die Bilder bei zunächst nur 12,5 Bildern pro Sekunde erheblich, so dass ein kommerzieller Erfolg versagt blieb. Bis zum Jahre 1938 wurden in den Fernsehstationen gelegentlich noch Nipkow-Scheiben mit der damaligen deutschen Fernsehnorm mit 180 Zeilen eingesetzt. In den Fernsehsprechzellen (einem Versuchsdienst zum Fernsehtelefon) und bei der Filmabtastung fanden Nipkow-Scheiben auch nach 1938 noch Verwendung, im hochauflösenden Fernsehen mit 441 Zeilen wurden sie bis in die 1940er Jahre benutzt.

### Für höhere Auflösung
Mit schnellrotierenden Scheiben im Vakuum konnten Bilder bis zu 441 Zeilen abgetastet werden. Eingesetzt wurden sie von der Reichspost und vom Fernsehsender Paul Nipkow.

## Alternative mechanische Verfahren
Neben der Nipkow-Scheibe gab es noch zahlreiche ähnlich arbeitende Verfahren: Das Weillersche Spiegelrad besaß Spiegel anstatt Löcher, es ermöglichte einen Lichtstrahl zeilenweise abzulenken. Hierfür ist ein dunkles Studio erforderlich, in dem eine Kamera ohne Ablenkeinheit arbeitet. Die Bildpunktzerlegung geschieht dadurch, dass der Lichtstrahl die Szene nacheinander abtastet und so für die Bildzerlegung sorgt. Umgekehrt funktioniert der Linsenkranzabtaster, hier sind an dem Rad Linsen anstatt Spiegel angebracht, die für eine Bildzerlegung in der Kamera sorgen. Dieses Verfahren erfordert allerdings eine enorme Präzision.
Vollkommen anders funktioniert die 'Spiegelschraube', wo in einer Helix angeordnete Spiegel das Licht einer Lichtquelle reflektieren, und so beim Betrachter den Eindruck eines Bildes ergeben. Dieses System wurde in den Jahren 1930 bis 1935 von der Firma TeKaDe bis zu einer Auflösung von 180 Zeilen eingesetzt. Sehr viel einfacher war das ebenfalls von Baird entwickelte System der Spiegeltrommel. Auf einer schnell rotierenden Trommel wird für jede Zeile ein Spiegel angebracht, jeder Spiegel ist leicht versetzt, so dass das Bild zeilenmäßig abgetastet wird. Diese Abtastung ist zwar sehr viel lichtstärker, so dass auch größere Bilder realisierbar waren, allerdings ist die maximale Auflösung ebenfalls beschränkt auf niedrigzeiliges Fernsehen.
Verbessert wurde das System durch die Firma Scophony aus England, welche zwei Spiegeltrommeln gegeneinander laufen ließ, eine für die horizontale, eine für die vertikale Ablenkung. Mit diesem System wurden Auflösungen bis zu 405 Zeilen, angeblich im Versuchsbetrieb in den USA bis zu 525 Zeilen erreicht. Diese Geräte erreichten zwar eine um 1939 unerreichte Bildqualität, Helligkeit und Größe, allerdings waren die Empfänger um ein Vielfaches teurer als ein Fernseher mit Kathodenstrahlröhre. Im Krieg wurde die Entwicklung eingestellt, und nach Kriegsende nicht wieder aufgegriffen.

## Ende der optisch-mechanischen Ablenkung
Bereits 1906 gelang es Max Dieckmann, ein Fernsehbild mit Hilfe einer Braunschen Röhre darzustellen, zur Bilderzeugung wurde allerdings eine Nipkow-Scheibe eingesetzt. Auf der Funkausstellung 1931 stellte Manfred von Ardenne ein vollelektronisch arbeitendes Fernsehsystem mit vor. Die Wiedergabe ermöglichte eine Hochvakuum-Kathodenstrahlröhre (Braunsche Röhre) mit 25 cm × 28 cm großem Bildschirm. Als Kamera diente eine zweite Kathodenstrahlröhre mit konstanter Helligkeit (Abtaströhre, wurde zusammen mit der Ulbrichtschen Kugel auch für Farbdia- bzw. -filmabtaster benutzt). Vor dieser befand sich eine Photozelle, deren Signal zur Modulation der Helligkeit der Empfängerröhre benutzt wurde. Ein Dia oder verschiedene Gegenstände wie eine Schere wurden zwischen „Kameraröhre“ und Photozelle gehalten. Dessen ausgezeichnete Qualität war von allen mechanischen Ablenkungssystemen unerreicht. So setzte sich dieses Verfahren schließlich 1932/33 durch: Auf der 12. Deutschen Rundfunkausstellung 1935 gab es 20 verschiedene Fernsehapparate zu sehen, von denen bereits 18 elektronisch arbeiteten, die übrigen beiden mit bewegten Spiegeln. 1938 verschwand schließlich die letzte Nipkowscheibe aus den deutschen Fernsehstudios, allerdings wurden zur Filmabtastung noch bis ungefähr 1941 mechanische Abtaster verwendet.

## Heutige Verwendung

### Raumsonden
Eine besondere Form der Nipkowscheibe wird heute in der Raumfahrt verwendet: Zahlreiche Raumsonden verwenden anstelle einer Kamera nur eine einzelne Fotozelle. Durch die Drehung um die eigene Achse wird so eine Bildzeile abgetastet. Da sich die Raumsonde gleichzeitig vorwärts bewegt, kann so ein komplettes Bild übertragen werden. Es handelt sich allerdings hierbei nicht um Fernsehen im eigentlichen Sinne, da auf die beschriebene Weise ein „Endlosbild“ der Reisestrecke der Sonde übertragen wird, keine Folge bewegter Bilder.

### Mikroskope
Die Nipkow-Scheibe wurde neben der Abtastung für Bildübertragungen auch bei der Erfindung des konfokalen Mikroskops von Mojmir Petran verwendet. Die sogenannte Yukokawa-Disk verwendet dabei ein Mikrolinsenmuster zur Fokussierung der kollimierten Beleuchtungsstrahlung. Dadurch wird der Flaschenhals der geringen Leistung signifikant gesenkt, weil einerseits die Brillanz des Lasers eine hohe Leuchtdichte ermöglicht, andererseits die Mikrolinsen den Wirkungsgrad der Optik stark erhöhen. Gerade in den letzten Jahren werden in der konfokalen Mikroskopie vermehrt Mikroskope mit Nipkow-Scheiben verwendet, da diese von der parallelen Abtastung bei der notwendigen Einschränkung durch die konfokale Lochblende eine wesentlich höhere Abbildungsgeschwindigkeit als konventionelle Laserscanner erreichen.